# Línea 865 (Interurbanos Madrid)
La línea 865 de la red de autobuses interurbanos de Madrid une el intercambiador de Moncloa (Madrid) con el campus de la Universidad Politécnica de Madrid en Montegancedo.

## Características
La línea no mantiene los mismos horarios todo el año, desde el 1 al 31 de agosto se reducen el número de expediciones, además de los días excepcionales vísperas de festivo y festivos de Navidad en los que los horarios también cambian y se reducen. No presta servicio los fines de semana y festivos.
Está operada por la Empresa Boadilla mediante la concesión administrativa VCM-502 - Madrid – Boadilla del Monte (Viajeros Comunidad de Madrid) del Consorcio Regional de Transportes de Madrid.

## Horarios

### 1 septiembre - 31 julio
| Lunes a viernes laborables |                           |
| Madrid > UPM Montegancedo  | UPM Montegancedo > Madrid |
| 07:50                      | 08:45                     |
| 08:20                      | 13:10                     |
| 09:35                      | 14:10                     |
| 10:20                      | 15:45                     |
| 13:35                      | 17:25                     |
| 14:40                      | 19:05                     |
| 16:30                      |                           |
| 18:30                      |                           |

### 1 - 31 agosto
| Lunes a viernes laborables |                           |
| Madrid > UPM Montegancedo  | UPM Montegancedo > Madrid |
| 07:20                      | 07:45                     |
| 08:20                      | 08:45                     |
| 09:20                      | 14:10                     |
| 14:45                      | 15:15                     |
| 15:45                      | 16:15                     |
| 16:45                      | 17:45                     |
| 18:15                      | 19:05                     |

## Recorrido y paradas

### Sentido Campus UPM Montegancedo
| Código | Parada                         | Común con | Conexiones con Metro | Municipio          | Zona | Otros |
| ------ | ------------------------------ | --------- | -------------------- | ------------------ | ---- | ----- |
| 11278  | P.º Ruperto Chapí - Moncloa    | 573       | Moncloa              | Madrid             |      |       |
| 17566  | Gta. F - Usoc Aeronáutica      | 591       |                      | Pozuelo de Alarcón |      |       |
| 17569  | Badajoz - Geonómica de Plantas |           |                      | Pozuelo de Alarcón |      |       |
| 17571  | Badajoz - Domótica Integral    |           |                      | Pozuelo de Alarcón |      |       |
| 17572  | M - Informática                |           |                      | Pozuelo de Alarcón |      |       |
| 17574  | C - Servicios Centrales        | 591       |                      | Pozuelo de Alarcón |      |       |

### Sentido Madrid (Moncloa)
| Código | Parada                         | Común con | Conexiones con Metro | Municipio          | Zona | Otros |
| ------ | ------------------------------ | --------- | -------------------- | ------------------ | ---- | ----- |
| 17574  | C - Servicios Centrales        | 591       |                      | Pozuelo de Alarcón |      |       |
| 17573  | M - Informática                |           |                      | Pozuelo de Alarcón |      |       |
| 17570  | Badajoz - Domótica Integral    |           |                      | Pozuelo de Alarcón |      |       |
| 17568  | Badajoz - Geonómica de Plantas |           |                      | Pozuelo de Alarcón |      |       |
| 11278  | P.º Ruperto Chapí - Moncloa    | 573       | Moncloa              | Madrid             |      |       |